# Partidul Animalist Împotriva Maltratării Animalelor
Partidul Animalist Împotriva Maltratării Animalelor (spaniolă: Partido Animalista Contra el Maltrato Animal, abreviat ca PACMA). Ante a fost numit Partidul Anti-taur Împotriva Maltratării Animalelor, când a fost creat.

## Istorie
A aparut inițial numele de "Partidul Anti-taur Împotriva Maltratării Animalelor" din unirea diverselor grupuri de luptă anti-luptă și de apărare a animalelor din Vizcaya. Consiliul de administrație a rămas acolo până în 2007, unde a fost transferată la Barcelona, pentru a se stabili definitiv la Madrid. La data de 25 iunie 2011, în Adunarea de Stat a partidului, numele a fost schimbat la cel actual.

## Membrii
Partidul politic este condus de Silvia și Luis Víctor, sotul ei. Purtătorul de cuvânt al lor este Laura Duarte. Există și Ana Bayle și Raquel Aguilar ca un membru principal.

## Mișcările

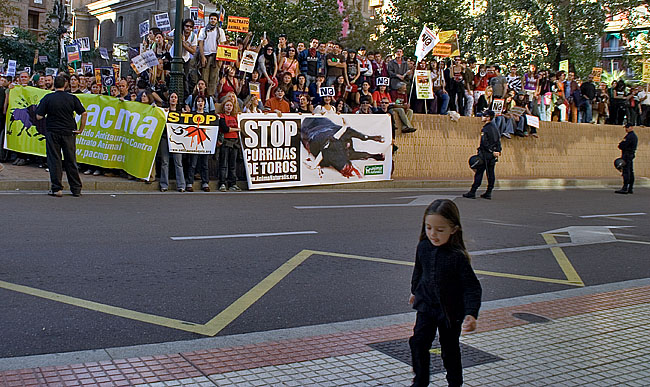
Demonstrație anti-corale din Zaragoza, care arată că unii oameni poartă un banner al PACMA

Ei fac mișcări împotriva abuzurilor animale pe străzi.

### YoDenuncio
În 2014, PACMA a elaborat un instrument pentru a facilita elaborarea plângerilor în cazurile de abuzuri de animale numite YoDenuncio (română: Am denunțat), în care apar procedurile care trebuie urmate, cum ar fi tipul plângerilor, legislația aplicabilă sau redactarea plângerii în sine. Începând cu anul înființării sale, au fost elaborate 2960 de plângeri. În 2018 a fost actualizat pentru a fi mai eficient.

### Circo Gottani
În 2018, PACMA a luat măsuri legale împotriva circului Gottani din cauza accidentului mai multor elefanți pe A-30, în care unul dintre aceștia a decedat, iar ceilalți au fost grav răniți.

## Rezultate electorale
Aici sunt prezentate rezultatele partidului politic din diferitele categorii (rezultate locale, rezultate comunitățile autonome, rezultatele Spaniei și rezultatele obținute în Europa).

### Rezultatele electorale în alegerile locale

#### Rezultatele electorale înZaragoza
La ultimele alegeri, ei au obținut 10 puncte 3.307 voturi.

### Rezultatele electorale în Comunitățile Autonome

#### Rezultatele electorale înComunitatea Autonomă Aragón
La ultimele alegeri, ei au obținut 10 puncte 4.477 voturi.

### Rezultatele electorale dinSpania
În acest an, erau aproape să ajungă să intre în Parlamentul spaniol. Ei vor primi 328,299 voturi.

### Rezultatele electorale din Europa
În acest an, au apărut și au obținut 294.657 voturi.